# بایمیرزا (استان قراغندی)
بایمیرزا (انگلیسی: Baimyrza) یک شهرک در استان قراغندی کشور قزاقستان است.